# Мови Фінляндії
Національними мовами Фінляндії є фінська і шведська. Найпоширенішими мовами меншин є саамські мови, фінська жестова мова та карельська мова.

Фінські муніципалітети за мовністю:
фінські
фіно-шведські
шведо-фінські
шведські
фіно-саамські

## Фінська
Фінська мова є офіційною, нею розмовляє більшість населення країни (близько 91 %). Це прибалтійсько-фінська мова, більш споріднена з естонською і менше нагадує саамські мови. Фінська мова належить до групи угро-фінських мов, які входять до уральської мовної сім'ї.
На території Фінляндії виділяють вісім основних діалектів: південно-західний (суоме), ємський (хяме), перехідний між ними південно-ботнічний, середньо-ботнічний, північно-ботнічний, північний, савоський (саво), південно-східний.

## Шведська
Шведською мовою розмовляють 5,4 % населення, вона є другою офіційною мовою країни. Це скандинавська мова, яка належить до германської групи індоєвропейської сім'ї мов.

## Саамські мови
Саамські мови являють собою групу споріднених мов, якими розмовляють у Лапландії. Ці мови віддалено нагадують фінську. Три основні саамські мови, якими розмовляють у Фінляндії — північносаамська, інарі саамська і сколт-саамська. Загалом ці мови є рідними для приблизно 1,800 населення.
Число носіїв північносаамської мови становить від 1700 до 2000 осіб (70 до 80 % від загального числа носіїв саамських мов у Фінляндії).
Переважна більшість фінських саамів в тій чи іншій мірі знають фінську мову, а також, меншою мірою, другу державну мову Фінляндії — шведську.

## Карельська
До Другої світової війни карельською мовою розмовляли на кордоні Карельського регіону на північному березі Ладозького озера. Після війни іммігранти з Карелії розселилися по всій Фінляндії. Станом на 2001 році, карельською мовою розмовляє 11 000 — 12 000 людей у Фінляндії, більшість з яких — літні люди.

## Російська
Російська мова є третьою за поширеністю мовою у Фінляндії і однією з найбільш швидко зростаючих в плані кількості носіїв і вивчення її як іноземної.
На 2019 рік чисельність населення Фінляндії, для яких рідною мовою є російська, оцінюється у 62554 осіб (1,15 % населення). Російськомовність має більш широке поширення на південному сході країни.

## Статистика
| Мова        | Кількість носіїв (>5,000) | Відсоток |
| ----------- | ------------------------- | -------- |
| Фінська     | 4,866,848                 | 89.68 %  |
| Шведська    | 290,977                   | 5.36 %   |
| Російська   | 62,554                    | 1.15 %   |
| Естонська   | 38,364                    | 0.71 %   |
| Сомалійська | 14,769                    | 0.27 %   |
| Англійська  | 14,666                    | 0.27 %   |
| Арабська    | 12,042                    | 0.22 %   |
| Курдська    | 9,280                     | 0.17 %   |
| Китайська   | 8,820                     | 0.16 %   |
| Албанська   | 7,760                     | 0.14 %   |
| Тайська     | 6,926                     | 0.13 %   |
| В'єтнамська | 6,549                     | 0.12 %   |
| Перська     | 6,422                     | 0.12 %   |
| Турецька    | 6,097                     | 0.11 %   |
| Німецька    | 5,792                     | 0.11 %   |
| Іспанська   | 5,470                     | 0.10 %   |
| ⋮           |                           |          |
| Саамська    | 1,900                     | 0.04 %   |
| Інші        | 66,908                    | 1.23 %   |